# Stocznia Gdańska B-54
Stocznia Gdanska B-54 (inoffiziell auch Dziesięciotysięcznik, deutsch „Zehntausendtonner“) war ein bei der Danziger Werft (Leninwerft, Stocznia Gdańska im. Lenina) entwickelter und in mehreren Serien gebauter Stückgutfrachter. Bei den Polskie Linie Oceaniczne (PLO) waren 19 der 35 Schiffe des Typs im Einsatz.
Am 13. Dezember 1961 kam es nach der Probefahrt auf der Maria Konopnicka zu einem Brand, bei dem 22 Menschen starben.

## Stückgutfrachter vom Typ B-54
Vorbild der Stückgutfrachter waren italienische Schiffe ähnlicher Bauart. Der Typ B-54 wurde vom Schiffbauamt „Eins“ in Danzig auf eine Tragfähigkeit von 10.273 tdw ausgelegt. Die Fahrzeuge waren 153,9 Meter lang und mit 6660 BRT vermessen. Sie hatten zwei durchgehende Decks und fünf Laderäume, die von 18 Ladebäumen bedient wurden, darunter war einer auf eine Last von 50 Tonnen ausgelegt. Die stromlinienförmigen Aufbauten lagen mittschiffs und reichten über den vierten Laderaum hinaus. Die Grundmotorisierung war ein Zweitakt-Dieselmotor mit einer Leistung von etwa 8000 PS von FIAT, der später auch in polnischer Lizenz bei Cegielski gefertigt wurde. Die Frachter hatten eine Geschwindigkeit von 16 Knoten und waren für 12 Passagiere zugelassen, ihre Besatzung war 47 Mann stark.

## Geschichte der „Zehntausendtonner“
Das Typschiff Marceli Nowotko war 1957 das erste polnische Frachtschiff, das in Japan einlief. Es eröffnete 1971 den Verkehr nach Australien und 1979 die Route über Indonesien und die Philippinen. Die Stefan Okrzeja lief 1959 als erstes Schiff der PLO Australien an und hatte im Jahr zuvor den Verkehr in die Vereinigten Staaten eröffnet.
Ein Erfolg für den polnischen Schiffbau war der Verkauf von Rhône und Rhin in die Schweiz. Die Sowjetunion nahm neun Schiffe ab, von denen zwei in Stettin gebaut wurden, die Guo Ji ging nach China, drei nach Kuba. Letztere wurden in der Werft in Gdynia fertiggestellt. Die Fryderyk Chopin fuhr 1960–1967 als Orlik unter tschechoslowakischer Flagge und als Hoping Wu Shi sowie Lin Tong für China.
Die kubanische Aracello Iglesias wurde 1970 vor dem Panamakanal von der Nidareid gerammt und sank. Durch den Sechstagekrieg wurden Bolesław Bierut und Djakarta von 1967 bis 1975 auf dem Großen Bittersee acht Jahre lang blockiert. Noch 1975 wurden sie nach Griechenland verkauft. Die Manina III (ehemals Djakarta) sank am 30. März 1981 nach Grundberührung vor der Insel Kinaros.
Die Reymont brannte am 16. April 1979 vor Gdynia aus. Zwei der Besatzungsmitglieder wurden getötet, 37 und sieben Passagiere konnten gerettet werden. Das Schiff wurde abgebrochen. Vor der Seefahrtskammer für den Unfall verantwortlich gemacht, verübte der Kapitän Suizid.
Die beiden letzten Einheiten der Polskie Linie Oceaniczne wurden 1986 zum Abbruch verkauft. Ihre Schwesterschiffe waren durch Schnellfrachter und Semicontainerschiffe verdrängt worden. Die Sowjetunion stellte ihre Schiffe 1983–1995 außer Dienst, eins von ihnen wurde nach China verkauft und fuhr bis 2010.
Die 1960 für die Sowjetunion gebaute Lesozavodsk (IMO 5206996, Rufzeichen UQIS) lag im Juni 2012 noch stationär für Ausbildungszwecke im ukrainischen Odessa.

## Typ B-454 und andere
Darüber hinaus wurden auf der Stocznia Szczecińska sechs weitere Schiffe des weiterentwickelten Typs B-454 gebaut. Zwei stellten die Polskie Linie Oceaniczne in Dienst, die anderen wurden nach China und Indonesien verkauft.
Die Danziger Werft entwickelte den Typ B-54 zu den Baureihen B-43, B-44, B-40 und B-442 weiter, von ihnen wurden zwischen 1962 und 1972 insgesamt 66 Einheiten gebaut.

## Brand derMaria Konopnicka

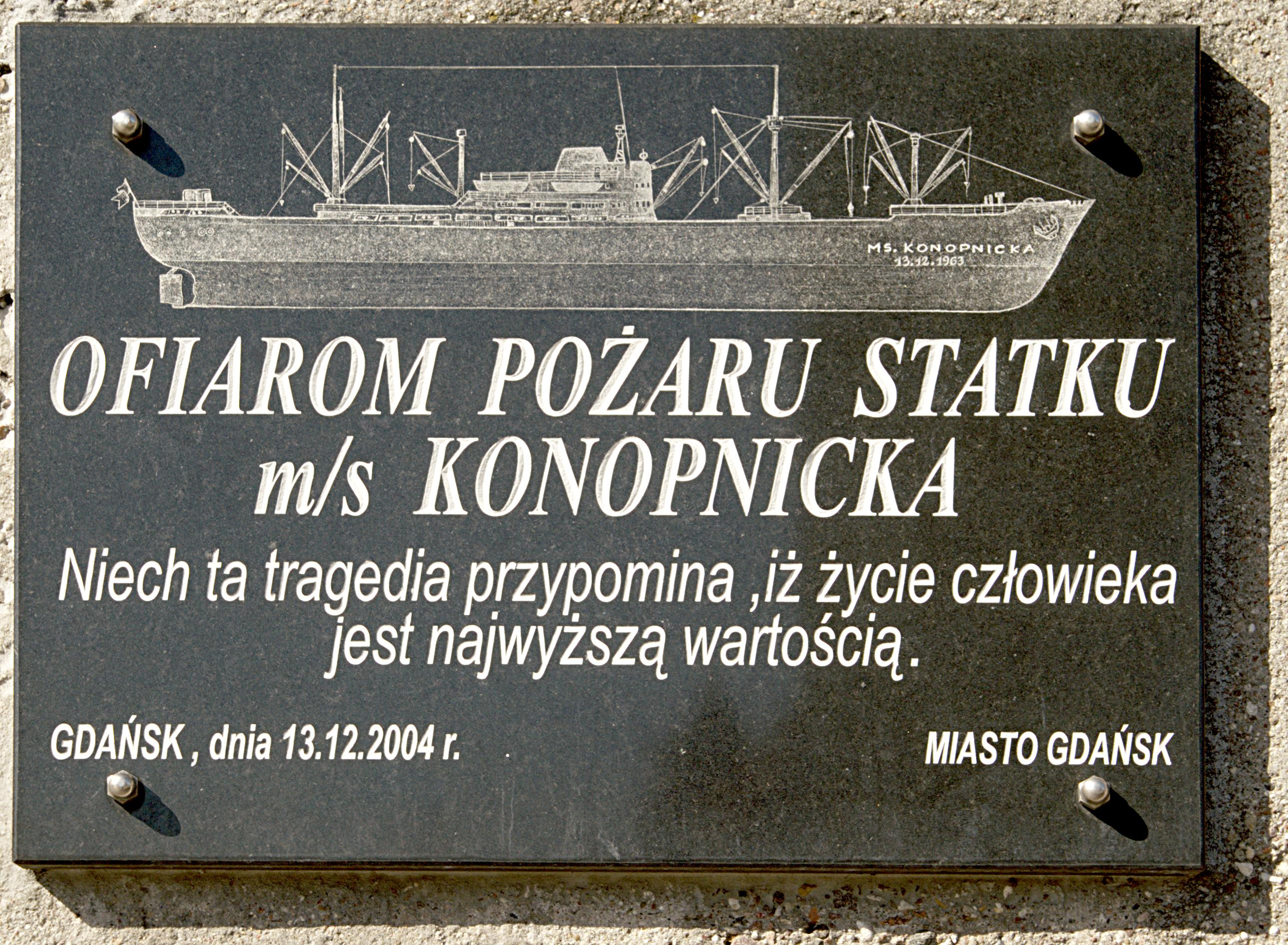
Gedenktafel von 2004

Die Maria Konopnicka, benannt nach der polnischen Dichterin, wurde am 12. Dezember 1960 als 24. Schiff des Typs B-54 auf Kiel gelegt und lief am 17. April 1961 vom Stapel. Nach mehrtägiger Probefahrt kehrte sie am 11. Dezember 1961 zur Werft zurück und wurde am nächsten Tag zum Ausrüstungsbecken auf der Insel Ostrów geschleppt. Am 16. Dezember wollte die Werft mit den Polskie Linie Oceaniczne ein Übergabeprotokoll unterzeichnen. Unter Zeitdruck sollten 150 Arbeiter die Endausrüstung vornehmen und die auf See festgestellten Mängel beseitigen.
Am 13. Dezember gegen 9.00 Uhr gingen die meisten Arbeiter in der Frühstückspause von Bord. In dieser Zeit kam es bei Schweißarbeiten an den Treibstoffleitungen zu einem Brand. Das Feuer breitete sich schnell aus und schnitt 22 Menschen im Maschinenraum den Fluchtweg ab. Die Hafenfeuerwehr fuhr jedoch zuerst nicht zum Brandort, sondern zu dem Hafenbecken, an dem das Schiff nach der Probefahrt angelegt hatte. Das Fehlen von hitzebeständiger Kleidung und Atemgeräten sorgte für weitere Verzögerungen. Der Werftdirektor lehnte es ab, eine Rettungsöffnung in die Schiffswand schneiden zu lassen. Die Angelegenheit wurde mit dem Schifffahrtsministerium in Warschau beraten, das seine Zustimmung erteilte, als es für die Eingeschlossenen zu spät war. Der Hauptbrandherd war gegen 17 Uhr eingedämmt, das Feuer flammte aber in der Nacht noch einmal auf. Die Opfer waren elf Mitarbeiter der Danziger Werft, acht eines Dienstleisters im Hafen, ein Elektriker und zwei Mitglieder der Schiffsbesatzung.
Der Vorfall wurde vom Gericht in Danzig untersucht. Im Urteil vom 19. April 1962 wurden drei Mitarbeiter der Werft zu Freiheitsstrafen von einem bzw. drei Jahren verurteilt, ein weiterer zu acht Monaten Haft auf Bewährung. Der Generaldirektor der Werft wurde wie sechs weitere Angeklagte freigesprochen, beging aber am 7. Dezember 1962, im Alter von 43 Jahren, Suizid. Die Seefahrtskammer schied aus dem Verfahren aus, da das Schiff offiziell nicht in Dienst gestellt war.
Das Schiff wurde nach den notwendigen Reparaturen in Konopnicka umbenannt und am 30. Juni 1963 an die Chinesisch-Polnische Gesellschaft „Chipolbrok“ verchartert. Sie wurde 1979 verkauft und fuhr unter dem Namen Yixing. Nach einem Brand am 30. Oktober 1980 wurde das Schiff verschrottet.
Nach der Katastrophe richtete die Werft die Halle für Arbeits- und Gesundheitsschutz (Sala Bezpieczeństwo i higiena pracy, kurz Sala BHP) ein. Aus dem ehemaligen „Torpedo-Lagerhaus“ der Kaiserlichen Werft wurde ein Ort der Mitarbeiterschulung. Im großen Saal unterzeichneten am 31. August 1980 Lech Wałęsa und der stellvertretende Ministerpräsident der Volksrepublik, Mieczysław Jagielski, das bedeutende Augustabkommen, das die Gründung der unabhängigen Gewerkschaft Solidarność gestattete.
Die Stadt Danzig brachte am 13. Dezember 2004 eine Gedenktafel an der Mauer neben dem Denkmal für die gefallenen Werftarbeiter von 1970 an. Ihr Text lautet:

„Ofiarom pożaru statku m/s Konopnicka. Niech ta tragedia przypomina, iż życie człowieka jest najwyższą wartością.”

„Den Opfern des Brandes der MS Konopnicka. Möge diese Tragödie eine Mahnung sein, dass das menschliche Leben von höchstem Wert ist.“